# Della bellezza
Della bellezza è il terzo libro della scrittrice inglese Zadie Smith, pubblicato in Gran Bretagna nel 2005. 
Il romanzo stato finalista al Man Booker Prize 2005 e ha vinto l'Orange Prize for Fiction nel giugno 2006.

## Trama
Howard Belsey e Monty Kipps sono due storici dell'arte sempre in aspro contrasto. Il fatto che li separi un oceano (i Belsey vivono a Boston e i Kipps a Londra) e che si tratti di due famiglie a maggioranza "nera" non è sufficiente per spegnere le contese accademiche. Quando poi i Kipps arriveranno in America le due famiglie si incontreranno creando intrecci e scontri generazionali, politici e razziali.

## Edizioni
- Zadie Smith, Della bellezza, traduzione di Bernardo Draghi, Oscar contemporanea, Mondadori, 2008,  p. 553, ISBN 978-88-04-56907-7.